# N-Gage QD
La N-Gage QD est une console de jeux vidéo portable et un téléphone mobile créé par Nokia en tant que successeur de la N-Gage. Elle a été dévoilée le 14 avril 2004 pour sortir le mois suivant.
À l'origine, la désignation « QD » à la fin du nom a simplement été donnée pour des raisons de marketing. Selon le porte-parole de Nokia, Will Willis, certaines personnes ont suggéré que la combinaison de ces deux lettres corresponde à l'expression latine « quaque die » signifiant « tous les jours », rappelant ainsi la possibilité d'emmener sa console avec soi à tout moment.

## N-Gage QD Silver Edition
Annoncée en août 2005, la N-Gage QD Silver Edition peut être vue comme une tentative visant à étendre la durée de vie de la gamme de produits N-Gage avant que les fonctionnalités et la gamme de jeux vidéo propre à la N-Gage ne soient intégrées à la série 6000. En dehors des modifications cosmétiques, aucune différence n'existe entre la N-Gage QD Silver Edition et la N-Gage QD classique.
Elle est sortie le 1er septembre 2005 en Europe, au Moyen-Orient et en Afrique.